# Margareta Israelsson
Gerd Margareta Israelsson, född 20 december 1954 i Linköping, är en svensk politiker (socialdemokrat), som var riksdagsledamot 1984–2010. Hon var även Socialdemokraternas gruppledare i kulturutskottet 2006–2009. Israelsson var invald för Västmanlands läns valkrets. Hon har tidigare varit lågstadielärare.
Under mandatperioden 2006–2010 var Margareta Israelsson på grund av sin tjänstgöringstid riksdagens vice ålderspresident och var tjänstgörande ålderspresident vid talmansvalet 2006, då ålderspresidenten Per Westerberg själv kandiderade.
I valet 2010 valdes Israelsson in i landstingsfullmäktige i Västmanlands läns landsting.